# Войніти
Войніти (пол. Wojnity, нім. Woynitt) — село в Польщі, у гміні Пененжно Браневського повіту Вармінсько-Мазурського воєводства.
Населення — 344 особи (2011).
У 1975-1998 роках село належало до Ельблонзького воєводства.

## Демографія
Демографічна структура станом на 31 березня 2011 року:
|          | Загалом | Допрацездатний вік | Працездатний вік | Постпрацездатний вік |
| -------- | ------- | ------------------ | ---------------- | -------------------- |
| Чоловіки | 300     | 8                  | 257              | 35                   |
| Жінки    | 44      | 12                 | 21               | 11                   |
| Разом    | 344     | 20                 | 278              | 46                   |